# Revillagigedo (Alaska)
Revillagigedo és una illa de l'arxipèlag Alexander al Ketchikan Gateway Borough del Sud-est d'Alaska. S'estén uns 89 km de nord a sud i 48 km d'est a oest, ocupa un territori de 2.754.835 km², cosa que la converteix en la dotzena illa més gran dels Estats Units i la 166a del món. El seu centre se situa a prop de 55° 35′ N, 131° 22′ O / 55.583°N,131.367°O.
L'illa està separada del territori continental a l'est pel canal Behm, de l'Illa del Príncep de Gal·les a l'oest per l'estret de Clarence, i de l'Illa Annette al sud pel canal Revillagigedo i el passatge Nichols. Fou explorada pels exploradors russos, britànics i espanyols durant el segle xviii, i batejada per Juan Vicente de Güemes, segon comte de Revillagigedo, en aquell temps virrei de Mèxic, el 1793.
La població de l'illa era de 13.950 segons el cens dels Estats Units de l'any 2000. Les úniques ciutats de l'illa són Ketchikan i Saxman. Les principals indústries són la pesca, les conserves, la forestal i el turisme.